# Thiel-sur-Acolin
Pour les articles homonymes, voir Thiel et Acolin (homonymie).
Thiel-sur-Acolin est une commune française située dans le département de l'Allier, en région Auvergne-Rhône-Alpes.

## Géographie

### Localisation
Ses communes limitrophes sont :
| Lusigny    | Chevagnes        | Beaulon                   |
| Montbeugny | Thiel-sur-Acolin | Dompierre-sur-Besbre      |
| Chapeau    | Vaumas           | Saint-Pourçain-sur-Besbre |

### Voies de communication et transports

#### Voies routières
La commune est traversée d'est en ouest par l'autoroute A79 (portion de la Route Centre-Europe Atlantique, RCEA, et de la route européenne 62, ancienne route nationale 79), en direction de Moulins et de Mâcon. L'accès le plus proche à cette route s'effectue sur les communes voisines de Montbeugny et de Dompierre-sur-Besbre.
Le territoire communal est également traversé par les routes départementales 12 (reliant Yzeure et Montbeugny à Dompierre-sur-Besbre), 31 (reliant Chevagnes à Neuilly-le-Réal et Bessay-sur-Allier) et 164 (vers Saint-Pourçain-sur-Besbre).

#### Transports ferroviaires
La ligne de Moulins à Mâcon traverse la commune. La gare la plus proche est celle de Dompierre-Sept-Fons.

### Climat
Pour des articles plus généraux, voir Climat d'Auvergne-Rhône-Alpes et Climat de l'Allier.
En 2010, le climat de la commune est de type climat océanique dégradé des plaines du Centre et du Nord, selon une étude du CNRS s'appuyant sur une série de données couvrant la période 1971-2000. En 2020, Météo-France publie une typologie des climats de la France métropolitaine dans laquelle la commune est exposée à un climat océanique altéré et est dans la région climatique Centre et contreforts nord du Massif Central, caractérisée par un air sec en été et un bon ensoleillement.
Pour la période 1971-2000, la température annuelle moyenne est de 11,2 °C, avec une amplitude thermique annuelle de 16,4 °C. Le cumul annuel moyen de précipitations est de 781 mm, avec 11,5 jours de précipitations en janvier et 7,2 jours en juillet. Pour la période 1991-2020, la température moyenne annuelle observée sur la station météorologique de Météo-France la plus proche, sur la commune de Montbeugny à 7 km à vol d'oiseau, est de 11,7 °C et le cumul annuel moyen de précipitations est de 754,1 mm,. Pour l'avenir, les paramètres climatiques de la commune estimés pour 2050 selon différents scénarios d'émission de gaz à effet de serre sont consultables sur un site dédié publié par Météo-France en novembre 2022.

## Urbanisme

### Typologie
Au 1er janvier 2024, Thiel-sur-Acolin est catégorisée commune rurale à habitat dispersé, selon la nouvelle grille communale de densité à 7 niveaux définie par l'Insee en 2022.
Elle est située hors unité urbaine. Par ailleurs la commune fait partie de l'aire d'attraction de Moulins, dont elle est une commune de la couronne,. Cette aire, qui regroupe 64 communes, est catégorisée dans les aires de 50 000 à moins de 200 000 habitants,.

### Occupation des sols

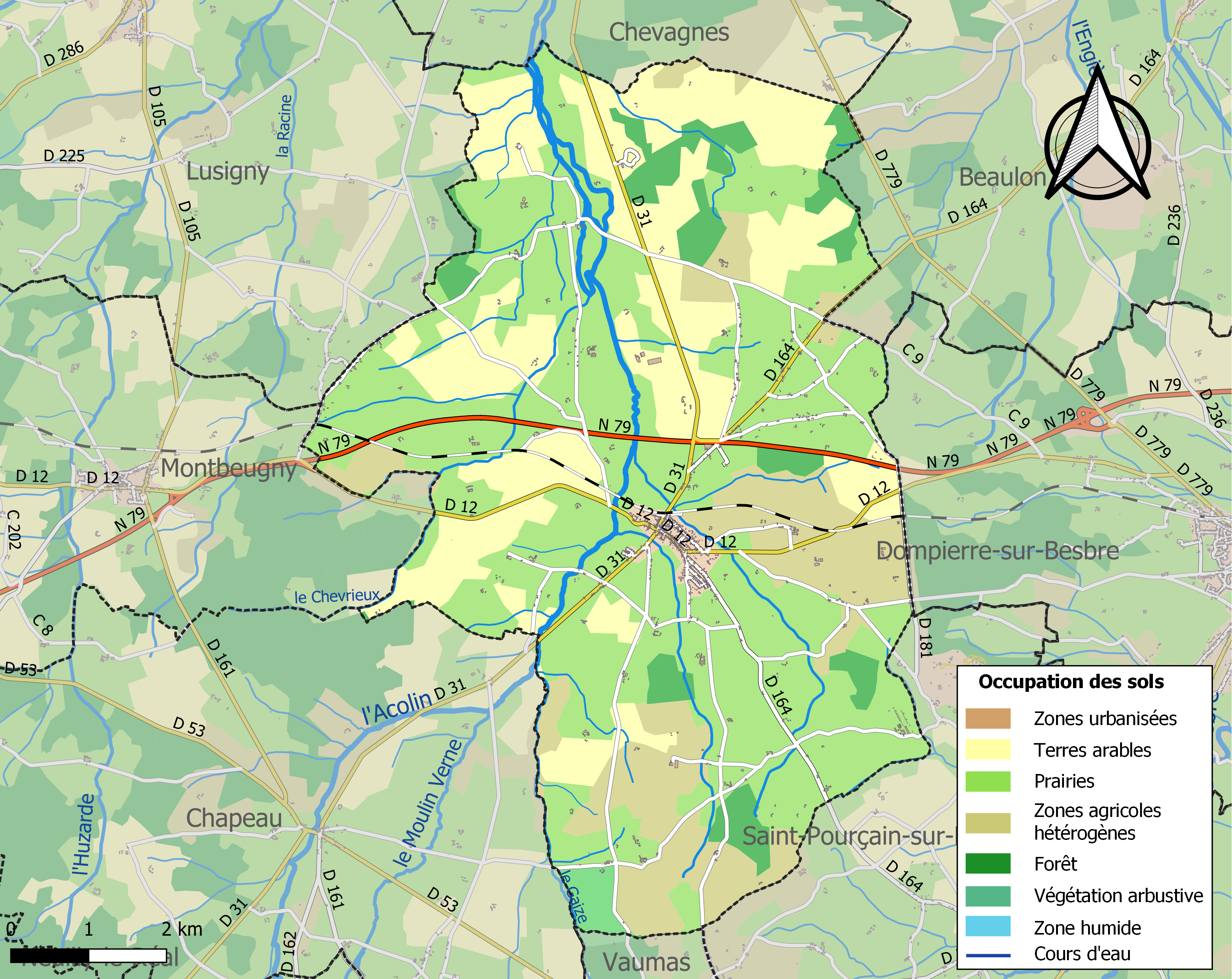
Carte des infrastructures et de l'occupation des sols de la commune en 2018 (CLC).

L'occupation des sols de la commune, telle qu'elle ressort de la base de données européenne d’occupation biophysique des sols Corine Land Cover (CLC), est marquée par l'importance des territoires agricoles (92 % en 2018), en diminution par rapport à 1990 (93,1 %). La répartition détaillée en 2018 est la suivante : 
prairies (52,3 %), terres arables (24,6 %), zones agricoles hétérogènes (15,1 %), forêts (5,9 %), zones urbanisées (1,2 %), milieux à végétation arbustive et/ou herbacée (0,9 %).
L'IGN met par ailleurs à disposition un outil en ligne permettant de comparer l'évolution dans le temps de l'occupation des sols de la commune (ou de territoires à des échelles différentes). Plusieurs époques sont accessibles sous forme de cartes ou photos aériennes : la carte de Cassini (XVIIIe siècle), la carte d'état-major (1820-1866) et la période actuelle (1950 à aujourd'hui).

## Toponymie
De l'ancien français til, teil, tilleul. Acolin est le nom de la rivière arrosant la commune.

## Histoire

### Les Templiers et les Hospitaliers
Le hameau de Pontenat est une ancienne maison de l'ordre du Temple (domus Templi de Poncenay), devenue commanderie des Hospitaliers de l'ordre de Saint-Jean de Jérusalem avant de passer sous la juridiction de la commanderie de Beugnet au sein du grand prieuré d'Auvergne,.

## Politique et administration
| Période                                  | Période                        | Identité          | Étiquette | Qualité                                         |
| ---------------------------------------- | ------------------------------ | ----------------- | --------- | ----------------------------------------------- |
| Les données manquantes sont à compléter. |                                |                   |           |                                                 |
| maire en 1962                            | ?                              | Francis Maguet    | SFIO      | Vice-président du Conseil général               |
| mars 2001                                | mars 2008                      | Marcel Labonne    |           |                                                 |
| mars 2008                                | mars 2014                      | Eric Differ       |           |                                                 |
| mars 2014                                | novembre 2022                  | Daniel Marchand   | DVD       | Retraité Réélu en 2020. Démissionnaire en 2022. |
| novembre 2022                            | En cours (au 1er janvier 2023) | Catherine Provost |           |                                                 |

## Population et société

### Démographie
L'évolution du nombre d'habitants est connue à travers les recensements de la population effectués dans la commune depuis 1793. Pour les communes de moins de 10 000 habitants, une enquête de recensement portant sur toute la population est réalisée tous les cinq ans, les populations de référence des années intermédiaires étant quant à elles estimées par interpolation ou extrapolation. Pour la commune, le premier recensement exhaustif entrant dans le cadre du nouveau dispositif a été réalisé en 2005.

En 2022, la commune comptait 1 036 habitants, en évolution de −7,25 % par rapport à 2016 (Allier : −1,38 %, France hors Mayotte : +2,11 %).
| 1793  | 1800  | 1806  | 1821 | 1831  | 1836  | 1841  | 1846  | 1851  |
| ----- | ----- | ----- | ---- | ----- | ----- | ----- | ----- | ----- |
| 1 335 | 1 351 | 1 135 | 910  | 1 172 | 1 168 | 1 152 | 1 165 | 1 153 |

| 1856  | 1861  | 1866  | 1872  | 1876  | 1881  | 1886  | 1891  | 1896  |
| ----- | ----- | ----- | ----- | ----- | ----- | ----- | ----- | ----- |
| 1 168 | 1 202 | 1 295 | 1 452 | 1 544 | 1 708 | 1 793 | 1 839 | 1 779 |

| 1901  | 1906  | 1911  | 1921  | 1926  | 1931  | 1936  | 1946  | 1954  |
| ----- | ----- | ----- | ----- | ----- | ----- | ----- | ----- | ----- |
| 1 758 | 1 761 | 1 661 | 1 533 | 1 411 | 1 407 | 1 407 | 1 355 | 1 269 |

| 1962  | 1968  | 1975  | 1982  | 1990  | 1999 | 2005 | 2006 | 2010  |
| ----- | ----- | ----- | ----- | ----- | ---- | ---- | ---- | ----- |
| 1 253 | 1 192 | 1 168 | 1 083 | 1 032 | 925  | 951  | 959  | 1 001 |

| 2015  | 2020  | 2022  | - | - | - | - | - | - |
| ----- | ----- | ----- | - | - | - | - | - | - |
| 1 107 | 1 035 | 1 036 | - | - | - | - | - | - |

## Culture locale et patrimoine

### Lieux et monuments
- Château de la Fin[Note 4].
- Château de la Pierre[Note 5].
- Château de la Varenne[Note 6].
- Église Saint-Martin de Thiel-sur-Acolin.